# Иван Тавчар
Иван Тавчар (словен. Ivan Tavčar; Пољане над Шкофјо Локо, 28. август 1851 — 19. фебруар 1923) био је словеначки писац, правник и политичар.

## Биографија
Рођен је 28. августа 1851. у сиромашној сељачкој породици, у Пољани над Шкофјо Локо. Никада није био потпуно сигуран ко му је отац. Ово спорно порекло значајно је утицало на његов каснији живот и политичке одлуке.
Школовање је започео у родном селу, а наставио у Љубљани, из које је избачен из дисциплинских разлога. Једно време је похађао средњу школу у Новом Месту и на крају се вратио у Љубљану. Године 1871. почео је да студира право на Универзитету у Бечу. Политичку каријеру започео је у покрајинској скупштини Војводине Крањске, где је заједно са Иваном Хрибаром чинио језгро радикалне групе словеначких либерала. Постао је један од водећих чланова Националне напредне странке и дуго је био главни уредник партијског часописа Slovenski narod, наследивши Јосипа Јурчича. Између 1901. и 1907. био је члан аустријског парламента. Године 1911. наследио је Ивана Хрибара на месту градоначелника Љубљане.
Године 1887. оженио се Фрањом Кошенини, која је касније постала водећа личност у тадашњим словеначким удружењима жена. Тај брак је Тавчару омогућио улазак у љубљанско високо друштво, омогућио му да 1893. купи властелинство и да 1911. постане градоначелник Љубљане. Обоје су били активни у многим организацијама. Тавчар је био веома одушевљен спортом и промовисао је бициклизам и атлетику. Био је један од оснивача соколског гимнастичког система у словеначким земљама.
Остао је на функцији градоначелника Љубљане до 1921. године, када се повукао из јавног живота након дијагнозе рака дебелог црева. Последње године провео је на свом имању, где је и сахрањен.

## Политика
Био је једна од главних личности национално-либералног политичког покрета у словеначким земљама који је настао крајем 19. века из покрета Младих Словенаца. Након раздвајања словеначког националног покрета на католичко и прогресивно крило крајем 1880-их, Тавчар је постао један од суоснивача Националне странке Крањске (преименоване у Националну напредну странку 1905). Странку је водио заједно са Иваном Хрибаром до краја Првог светског рата, када је преименована у југословенску демократску странку пре спајања у државну странку српских, хрватских и словеначких демократа. После 1918. Тавчар је постао присталица југословенског унитаризма, односно спајања Словенаца, Хрвата и Срба у једну југословенску нацију. Међутим, није имао значајну политичку улогу током последњих година свог живота због погоршања здравственог стања.
Био је познат и по полемикама са католичким теоретичарем Антоном Махничем. Године 1884. Махнич је објавио сатиричну приповетку Indija Koromandija, у којој се подсмевао напредним идејама Јосипа Стритара, коме се Тавчар дивио. Тавчар је на то одговорио дистопичним романом 4000, у којем је описао тужно и репресивно друштво које је резултат спровођења Махничеве политике.

## Књижевни рад
На Тавчара је утицала књижевност старије генерације словеначких националистичких и либералних аутора, познатих као Млади Словенци (Mladoslovenci), међу којима су Фран Левстик, Јосип Јурчич, Јосип Стритар и Јанко Керсник. Међутим, Тавчар је био један од првих који се у потпуности држали књижевног реализма, одбацујући постромантизам младих Словенаца. Почео је да пише са седамнаест година у школском часопису и стилску зрелост постигао је у својим најновијим радовима. Многа своја дела потписао је псеудонимом Емил Леон. Често је приказивао руралне средине родне Горењске. Његово најважније дело је Visoška kronika, кратки историјски роман смештен у период после тридесетогодишњег рата, у 17. веку. Још једно важно дело је Cvetje v jeseni, роман средњовековног урбаног становника који се сели на село, где се заљубљује у млађу девојку.
Иако никада није одбацио своју римокатоличку религију, у суштини је био агностик који се држао спољног натуралистичког погледа на свет. У својим романима је пренео критички оптимистичан поглед на човеково стање, полазећи од традиције просветитељства и хуманизма.

## Радови
- Ivan Slavelj (1876)
- Vita vitae meae (1883)
- Mrtva srca (1884)
- Janez Sonce (1885–1886)
- Med gorami (збирка приповедака, 1876–1888)
- Grajski pisar (1889)
- 4000 (1891)
- V Zali (1894)
- Izza kongresa (1905—1908)
- Cvetje v jeseni (1917)
- Visoška kronika (1919)